# Scania série K
 (octobre 2023).
Le Scania série K est un châssis d'autobus et d'autocar produit par Scania à plancher haut ou bas et moteur arrière longitudinal.

## Modèles

### Série K E
Version à plancher haut et suspension avant indépendante pour autocar longue distance.
- K EB 4x2, standard, 1-1 essieux ;
- K EB 4x2, standard, 1-1 essieux à poste de conduite surbaissé ;
- K EB 6x2*4, standard, 1-2 essieux ;
- K EB 6x2*4, standard, 1-2 essieux à poste de conduite surbaissé ;

### Série K I
Version à plancher haut et essieu avant rigide pour autocar interurbain.
- K IB 4x2, standard, 1-1 essieux ;
- K IB 6x2, standard, 1-2 essieux ;
- K IA 6x2/2, articulé, 1-1+1 essieux ;
- K IB 6x2*4, standard, 1-2 essieux ;
- K IB 8x2, standard, 2-2 essieux ;

### Série K U
Version à plancher bas partiel et essieu avant rigide surbaissé pour autobus urbain et suburbain.
- K UB 4x2, standard, 1-1 essieux ;
- K UB 6x2*4, standard, 1-2 essieux ;
- K UA 6x2/2, articulé, 1-1+1 essieux ;
- K UA 6x2/2, articulé, 1-1+1 essieux, essieu médian surbaissé ;